# Notothenia angustata
Notothenia angustata és una espècie de peix pertanyent a la família dels nototènids.

## Descripció
- Pot arribar a fer 41 cm de llargària màxima.
- És gris fosc o verd amb taques de color blau-negre a la part superior i groc al ventre. Presenta molts punts grisos petits i ratlles al cap, mentre que les aletes són grises amb algunes taques més fosques.
- Boca grossa.
- Presenta una cresta protuberant a sobre de cada ull.
- Aleta caudal arrodonida.
- La primera aleta dorsal és petita i amb només sis espines.
- Dues línies laterals que se solapen una mica.[3][4][5]

## Alimentació
Menja peixets, calamars i d'altres invertebrats.

## Hàbitat
És un peix d'aigua marina, demersal i de clima temperat, el qual viu entre 0-100 m de fondària als esculls rocallosos.

## Distribució geogràfica
Es troba al Pacífic sud-occidental (Nova Zelanda), el Pacífic sud-oriental (Xile) i en aigües subantàrtiques.

## Observacions
És inofensiu per als humans.